# Anaciaeschna pseudochiri
Anaciaeschna pseudochiri är en trollsländeart som först beskrevs av W. Foerster 1908.  Anaciaeschna pseudochiri ingår i släktet Anaciaeschna och familjen mosaiktrollsländor. Inga underarter finns listade i Catalogue of Life.